# St. Margaretha (Grombach)

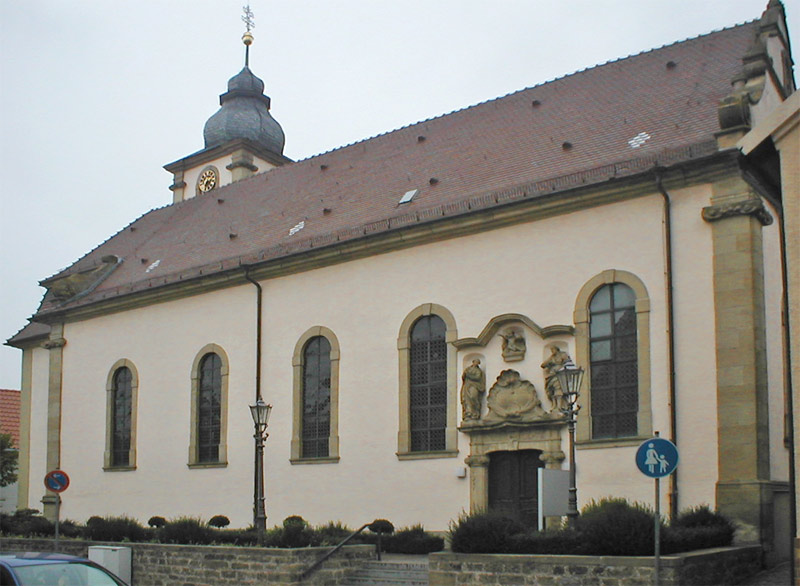
St. Margaretha in Grombach

Die katholische Kirche St. Margaretha in Grombach, einem Stadtteil der Großen Kreisstadt Bad Rappenau im Landkreis Heilbronn im nördlichen Baden-Württemberg, geht auf die bereits im Mittelalter belegte Kirche des Ortes zurück und wurde in ihrer heutigen Gestalt 1759 vom Grombacher Schultheißen und Baumeister Johann Peter Moll erbaut, der auch die prächtige Barockausstattung gestiftet hat, die bis heute erhalten blieb. Sie ist denkmalgeschützt.

## Geschichte

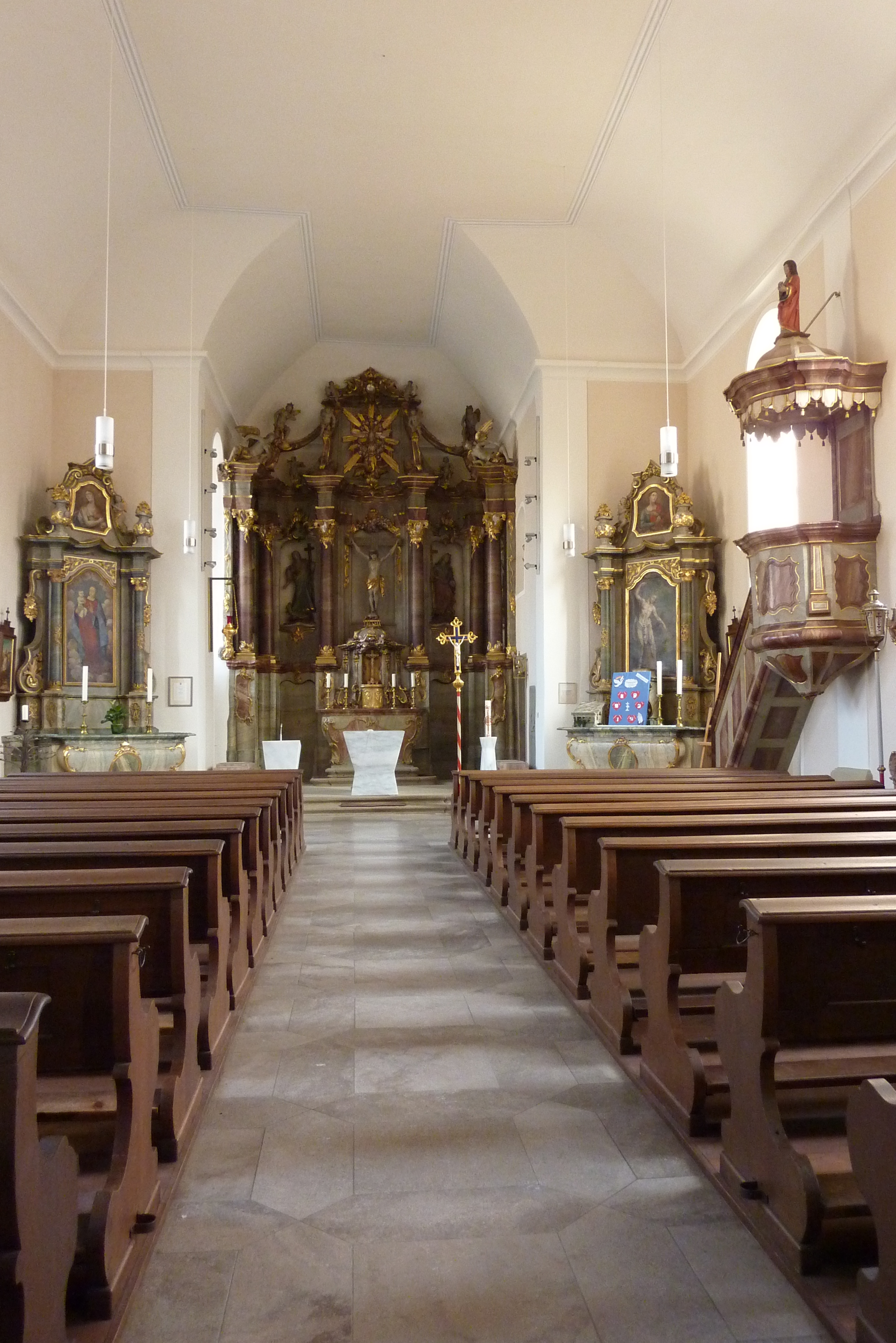
Innenansicht

Die katholische Kirche geht auf die ursprüngliche, seit dem frühen 13. Jahrhundert belegte und der Hl. Margaretha geweihte Kirche des Ortes zurück, die zur Zeit der Reformation unter Christoph von Venningen zunächst evangelisch geworden war, durch den Wechsel zur katholischen Ortsherrschaft unter Johann von Werth während des Dreißigjährigen Krieges und die darauffolgende verstärkte Ansiedlung von Katholiken dann aber später als katholische Kirche diente. Als ab 1700 die damals noch lutherischen Herren von Venningen die Ortsherrschaft zurückerlangten, gab es einen Bedarf für ein Gotteshaus für beide Konfessionen. Ab 1715 war die alte Kirche Simultankirche.
Die alte Kirche wurde 1759 durch den Grombacher Schultheißen und Baumeister Johann Peter Moll erneuert und noch bis zum Bau der evangelischen Kirche 1787 weiter als Simultankirche genutzt. Die Baukosten für Chor und Turm hatte das Stift Wimpfen zu tragen, zu dem Grombach ursprünglich kirchlich zählte. Seit 1787 dient die Kirche einzig den Katholiken des Ortes, die bis 1991 eine eigene Pfarrgemeinde bildeten, bevor die Pfarreien in Grombach und Obergimpern vereint wurden.
Renovierungen der Kirche fanden 1902, 1934, 1936, 1960, 1981 und 2009/10 statt.
Um die Kirche herum befand sich der ursprüngliche Begräbnisplatz des Ortes, wobei Personen des Ortsadels und sonstige bedeutende Persönlichkeiten auch im Kircheninnern bestattet wurden. Aus der alten Kirche sind zahlreiche Epitaphe urkundlich belegt, die man wohl anfangs auch noch in die neue Kirche übernommen hat, von denen die meisten aber schon um 1800 verfallen waren. Heute ist nur noch das Epitaph des Pfarrers Cornelius Junck († 1762) erhalten. 1981 bei Sanierungsarbeiten aufgefundene Gebeine hält man für die des Baumeisters Moll, der 1767 als Stifter wohl auch noch im Kircheninnern bestattet wurde. Seit der Anlage des Grombacher Friedhofs 1785 wurde niemand mehr bei oder in St. Margaretha beigesetzt.
Nahe der Kirche befindet sich das historische katholische Pfarrhaus, das 1754 nur wenige Jahre vor der Kirche erneuert worden war. Unmittelbar vor der Kirche kam 1783 eine steinerne Kreuzigungsgruppe zur Aufstellung. Von der Volksfrömmigkeit in Grombach künden im Ortsbereich noch weitere Hochkreuze und verschiedene Marienstatuen, die zum Teil auch noch in die zweite Hälfte des 18. Jahrhunderts datieren. Das kirchliche Leben hat den Ort bis in die jüngste Vergangenheit geprägt. Noch weit bis nach dem Zweiten Weltkrieg fanden z. B. Fronleichnamsprozessionen durch die zu diesem Zweck festlich mit Blumenschmuck und Fahnen geschmückten Gassen Grombachs statt, wozu am Hochkreuz im Mitteldorf auch eigens ein Straßenaltar errichtet wurde.
Unter den katholischen Pfarrern und Pfarrverwesern der Neuzeit, die in Grombach wirkten, ragen einige Persönlichkeiten heraus. Von 1776 bis 1779 war Christoph Beythorn Pfarrverweser. Sein in Grombach geborener Neffe Ferdinand Bajer (1780–1852) war Verfasser des Badischen Forstgesetzes. Beythorns Nachfolger Johann Jakob Hemmer (1752–1807) war von 1796 an auch Dekan des Landkapitels Waibstadt. Der von 1920 bis 1930 in Grombach tätige Albert Bucher (1880–1961) war als Verfolgter des NS-Regimes von 1940 bis 1945 in Mannheim inhaftiert. Sein Nachfolger Johannes Gothe (1898–1979), im Amt von 1930 bis 1934, wurde später Ehrenbürger von Philippsburg. Pfarrer Walter Kosian (1911–2004) betreute die Gemeinde von 1950 bis 1983 und hat umfangreiche Renovierungen an der Kirche initiiert.
Die am Ort einst herrschende große Frömmigkeit hat außerdem dazu geführt, dass viele gebürtige Grombacher eine geistliche Laufbahn einschlugen. Unter diesen waren Michael Dick (1844–1922), der Pfarrer in Schlierstadt und Impfingen war, Eugen Heintzmann (1914–1991), der Pfarrer in Iffezheim war, Friedrich Hemmer (1903–1993), der Pfarrer in Külsheim war und dort auch zum Ehrenbürger ernannt wurde, und Albert Laub (1846–1901), der Pfarrer in Wertheim war. Zahlreiche weitere Grombacher wurden Ordensgeistliche, unter ihnen die Missionare August Wendelin Breunig (1905–1979), Pirmin Fleck (1897–1957) und seine Schwester Pirmina Fleck (1894–1966) sowie die Ordensschwester Hugolina Utzmann (1903–1970), die Oberin im Kloster Seligenstadt war.

## Architektur

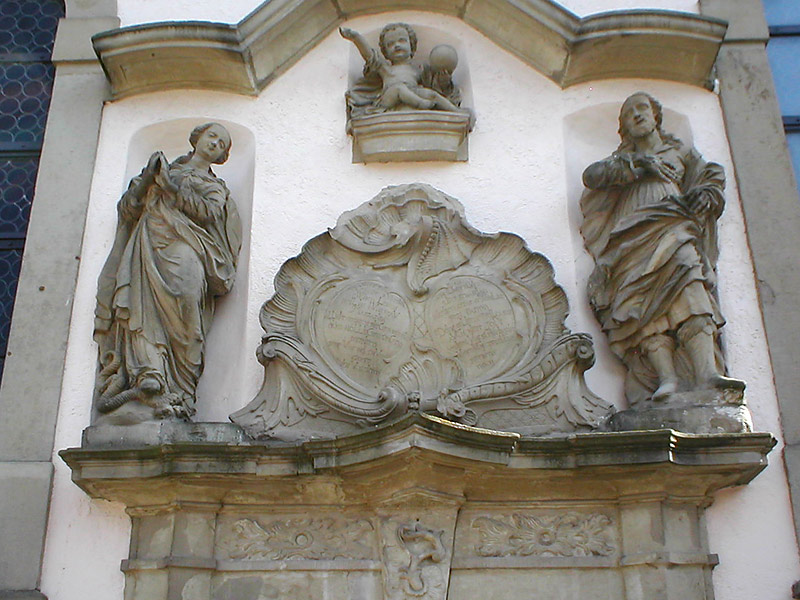
Nordportal mit Heiligenfiguren und Chronogramm

Die Kirche befindet sich am östlichen Ende des alten Ortskerns an der Hauptstraße von Grombach. Sie ist ungefähr geostet. Im Inneren hat sie eine Länge von 28,80 Metern und eine Breite von 11,80 Metern bei einer Raumhöhe von 9 Metern. Östlich an das einschiffige und von einem Tonnengewölbe überspannten Langhaus schließt sich der Chor an, südlich an den Chor angebaut sind der im Kern wohl noch auf den Vorgängerbau zurückgehende Kirchturm und daran die 1968 neu gebaute Sakristei. Die Kirche hat hohe Rundbogenfenster und ist von einem Satteldach bedeckt, das über dem Chor in ein Mansarddach übergeht. Die westliche Giebelseite ist als Volutengiebel mit Okuli ausgebildet.
Den Hauptzugang zur Kirche bildet das Nordportal an der Längsseite des Langhauses. Es ist bekrönt von Figuren der hl. Margarethe und des hl. Sebastian sowie zwei von Rocaille-Schmuck umgebenen Kartuschen, in denen zwei an die Heiligen gerichtete Gebetstexte stehen, die ein Chronogramm bilden, aus dem sich die Jahreszahl 1759 als Baujahr ableiten lässt. Eine über dem Südportal befindliche Figurengruppe symbolisiert Glaube, Liebe und Hoffnung, flankiert von Figuren des Erzengels Michael und des hl. Georg.

## Ausstattung
Die barocke Innenausstattung aus dem mächtigen Hauptaltar, zwei Seitenaltären, der Kanzel und zwei Beichtstühlen stammt noch aus der Bauzeit. Der reiche verzierte barocke Hauptaltar ist in unter den Dorfkirchen der Umgebung außergewöhnlich und dem Umstand zu verdanken, dass Schultheiß Moll nicht nur Baumeister, sondern auch vermögender Stifter war, der der Kirche zu Lebzeiten 2500 Gulden für die Anschaffung und testamentarisch weitere 800 Gulden für die Fertigstellung der Altäre vermacht hat.

### Altäre

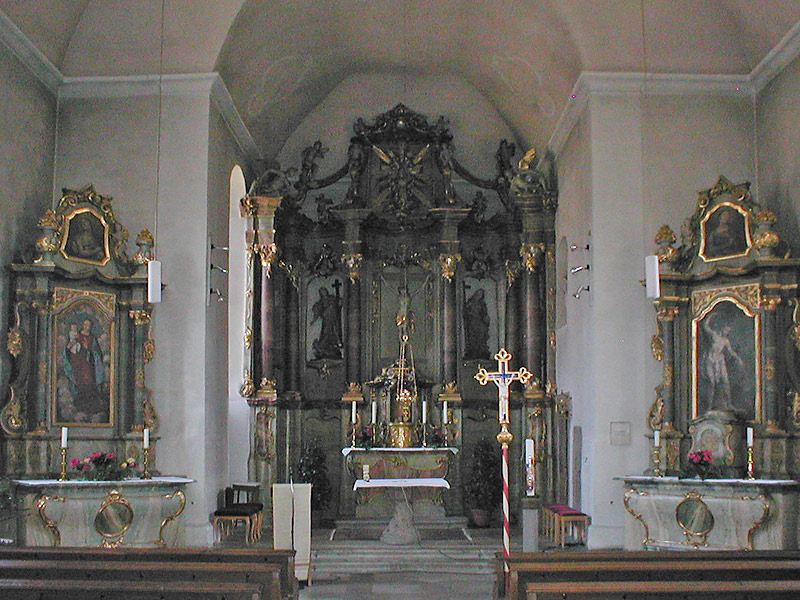
Die Altäre in St. Margaretha

Die Altäre wurden von Georg Günther aus Neuhausen aufgemauert und 1811/12 von Adam Günther aus Bruchsal vergoldet. Der Hauptaltar ist eine im Wesentlichen aus sechs Säulen gebildete Nischenkonstruktion. In der mittleren Nische befindet sich eine Figur des Gekreuzigten, in den seitlichen Nischen sind Figuren der Kirchenpatronin Margaretha und der hl. Magdalena. Bekrönt wird der Altar von einer Darstellung der Dreifaltigkeit und zahlreichen Putten. Alle Teile des Altars sind reich mit Rankwerk verziert. Eine kleine Frauenfigur oberhalb der hl. Margareta soll Anna Catharina Laub, die Witwe des Stifters Moll, darstellen. Die Seitenaltäre sind ebenfalls reich mit Säulen, Roll- und Rankwerk verziert, beinhalten im Mittelfeld und in der Bekrönung aber Gemälde statt Figuren. Der linke Seitenaltar zeigt im Mittelbild Maria als Himmelskönigin und darüber die hl. Magdalena, der rechte Seitenaltar zeigt das Martyrium des hl. Sebastian und darüber die hl. Margareta. Sebastian, der auch über dem Nordportal der Kirche erscheint, wird als Pestpatron seit 1668 in Grombach verehrt. Ein alter Taufstein wird außerdem heute als Zelebrieraltar genutzt.

### Figuren und Bilder
Im Innern der Kirche werden einige alte Heiligenfiguren verwahrt. Die Figuren des hl. Rochus (mit Pilgerstab und Pestbeulen) und des hl. Wendelin (mit Rind) wurden 1811 anstelle älterer Figuren beider Heiliger beschafft. Weitere Figuren zeigen die Pietà sowie den hl. Josef mit dem Jesusknaben.
An den Wänden des Langhauses ist eine 14 Stationen umfassende Kreuzwegfolge angebracht.

### Orgel

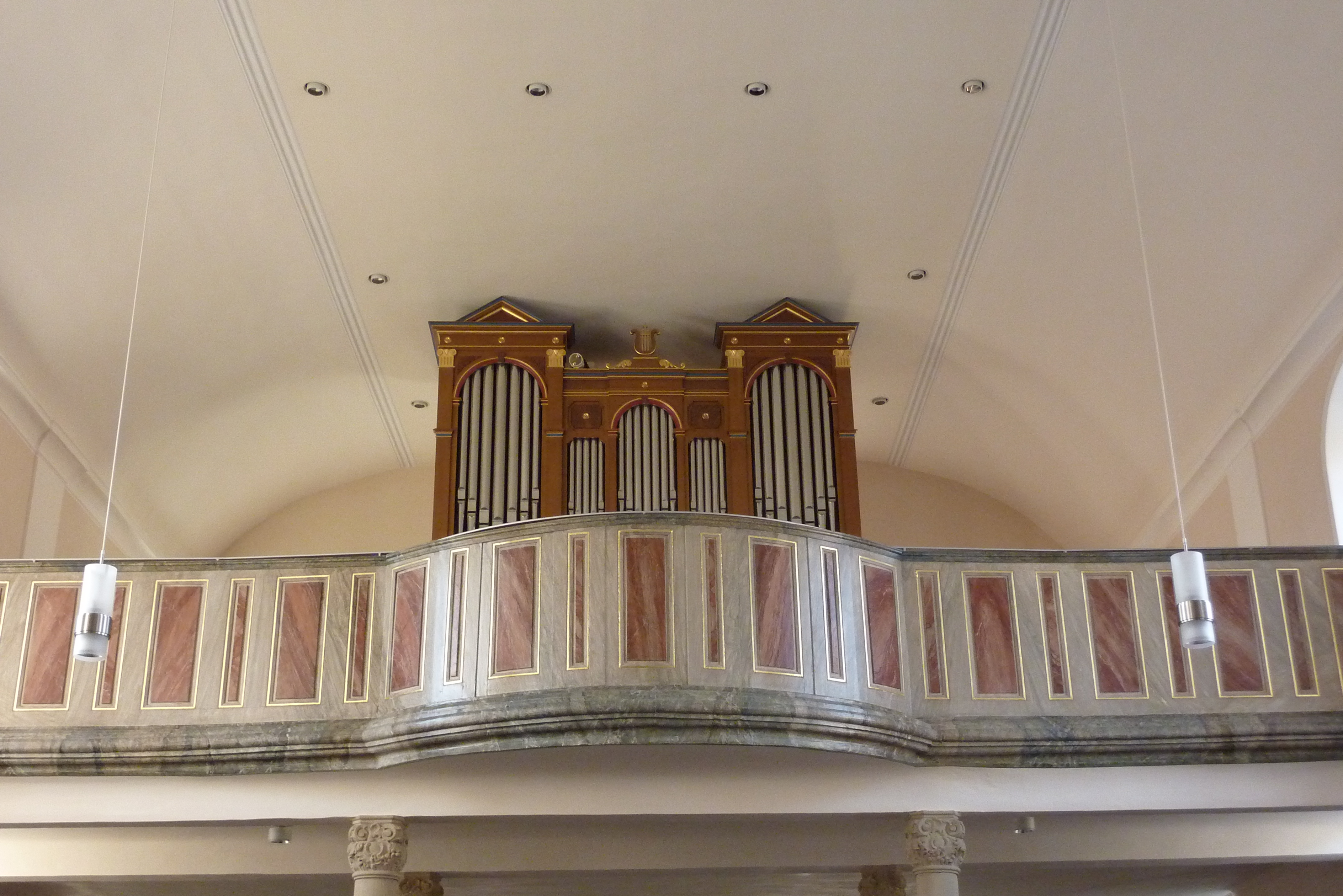
Blick zur Orgelempore

Eine Orgel auf der im Westen der Kirche eingezogenen Empore ist für die Kirche bereits vor 1800 belegt, vermutlich die schon im Vorgängerbau verwendete Orgel von 1730, die ein Orgelbauer aus Pforzheim erbaut hatte. 1897 wurde eine neue Orgel von Franz Anton Kiene aus Waldkirch in der Kirche aufgestellt. Deren Zinnpfeifen mussten im Ersten Weltkrieg abgeliefert werden. Die Orgel wurde anschließend mehrmals renoviert. 1985 wurde von Vleugels unter Verwendung des alten Orgelgehäuses eine neue Orgel erstellt.

### Glocken
Über die frühen Glocken der Kirche ist nur wenig bekannt. Vermutlich wurde kurz nach dem Bau der heutigen Kirche 1759 von der Johann-Moll-Stiftung eine Glocke finanziert. Die Gemeinde Grombach hat 1775 und 1812 jeweils Geldmittel für die Beschaffung einer Glocke bereitgestellt. 1817 goss Lucas Speck in Heidelberg zwei neue Bronzeglocken für die Margarethenkirche, wobei wahrscheinlich die alten Glocken als Umguss verwendet wurden. Die kleinere der Speck-Glocken hatte den Schlagton c‘‘, einen Durchmesser von 67 cm und ein Gewicht von 200 kg. Ihre Inschrift lautete LUCAS SPECK IN HEIDELBERG GOSS MICH VOR DIE CATHOLISCHE GEMEIND IN GROMBACH ANNO 1817. Die größere Speck-Glocke hatte ein Gewicht von 287 kg und eine ähnliche Inschrift.
1905 erweiterte man das Geläut zur Dreistimmigkeit durch eine bei Benjamin Grüninger Söhne in Villingen gegossene Bronzeglocke. Sie hatte den Schlagton g‘, einen Durchmesser von 99 cm und ein Gewicht von 567 kg. Die Glocke hatte eine längere Gießer- und Stifterinschrift und war mit einer Maria Immaculata verziert, musste jedoch bereits im Ersten Weltkrieg 1917 zu Rüstungszwecken abgeliefert werden.
Die größere der beiden alten Speck-Glocken von 1817 war unterdessen zersprungen und wurde 1922 gegen eine bereits fertige Glocke der Glockengießerei Bachert in Kochendorf ersetzt. Diese, möglicherweise bereits anderswo in Gebrauch befindlich gewesene Glocke hatte den Schlagton f‘, einen Durchmesser von 114 cm und ein Gewicht von 715 kg. 1939 erweiterte man das Geläut durch zwei neue, bei Petit & Edelbrock in Gescher gegossene Bronzeglocken zur Vierstimmigkeit. Die größere der Glocken von 1939 hatte den Schlagton as‘ und ein Gewicht von 600 kg, die kleinere hatte den Schlagton b‘ und ein Gewicht von 300 kg. Im Zweiten Weltkrieg musste die drei neuesten Glocken 1942 zu Rüstungszwecken abgeliefert werden, so dass vorläufig nur die kleinere Speck-Glocke von 1817 in der Kirche verblieb.
1949 hat man dann das heutige dreistimmige Geläut beschafft, das bei Gebr. Rincker in Sinn (Hessen) gegossen wurde. 
- Die große Josefsglocke hat den Schlagton as‘, einen Durchmesser von 97,5 cm und ein Gewicht von 540 kg. Ihre Inschrift lautet GEHET ALLE ZU JOSEF.
- Die mittlere Marienglocke hat den Schlagton b‘, einen Durchmesser von 88,5 cm und ein Gewicht von 396 kg. Ihre Inschrift lautet MARIA KEINEN JE VERGISST, DER SIE MIT FROMMEN AVE GRUESST.
- Die kleine Margarethenglocke hat den Schlagton c‘‘, einen Durchmesser von 78,5 cm und ein Gewicht von 290 kg. Ihre Inschrift lautet ST. MARGARITA IN KAMPF UND STREIT HILF DEINER GEMEINDE ALLEZEIT.

Nach Installation des neuen Geläuts hat man die alte Speck-Glocke von 1817 nach Eichtersheim verkauft, wo sie sich zunächst in der alten katholischen Kirche befand, bevor sie an ihren heutigen Standort auf dem Friedhof von Angelbachtal-Michelfeld kam.